# الرز، ساسکاچوان
الرز، ساسکاچوان (به انگلیسی: Elrose, Saskatchewan) یک منطقهٔ مسکونی در کانادا است که در ساسکاچوان واقع شده‌است. الرز ۴۹۶ نفر جمعیت دارد و ۶۲۴ متر بالاتر از سطح دریا واقع شده‌است.